# Гамогма Каріата
Гамогма Каріата (груз. გამოღმა ქარიატა) — село в Грузії.
За даними перепису населення 2014 року в селі проживає 268 особи.